# Meaulne
 Meaulne  là một xã ở tỉnh Allier thuộc miền trung nước Pháp.